# دون مارتن (لاعب كرة سلة)
دون مارتن (7 فبراير 1920 في الولايات المتحدة - 30 سبتمبر 1997 بمقاطعة جونسون في الولايات المتحدة) (بالإنجليزية: Don Martin)‏ هو لاعب كرة سلة أمريكي في مركز الوسط. لعب مع St. Louis Bombers ‏.

## وصلات خارجية
- دون مارتن على موقع إن بي أي (الإنجليزية)
- دون مارتن على موقع سبورتس رفرنس (الإنجليزية)
- دون مارتن على موقع ريلجم (الإنجليزية)